# Buổi lễ
Buổi lễ (tên gốc: La Cérémonie) là một bộ phim truyền hình tội phạm năm 1995 của Claude Chabrol, được chuyển thể từ tiểu thuyết A Judgement in Stone của Ruth Rendell. Bộ phim kể về câu chuyện của Christine và Lea Papin, hai người hầu gái Pháp đã sát hại dã man vợ và con gái của họ vào năm 1933, cũng như vở kịch năm 1947 mà họ lấy cảm hứng từ The Maids của Jean Genet.

## Đánh giá
The Guardian xếp hạng La Cérémonie ở vị trí thứ 16 trong "25 bộ phim tội phạm hay nhất mọi thời đại".
Craig Williams trên trang web BFI gọi đây là "thành tựu lớn nhất của Chabrol" và "ví dụ hoàn hảo về sự thông minh của Chabrol - một tầm nhìn chính xác góc nhìn tàn nhẫn về giai cấp mang tính thẩm mỹ... và truyền thống văn học Pháp."